# 吳輅
吳輅（？年—？年），號幼輿，浙江石門縣（今浙江省崇德縣）人。清朝初年政治人物。

## 生平
明崇禎十二年（1639年）己卯科浙江鄉試第六名舉人。明亡仕清，署天台縣儒學教諭。清順治十六年（1659年）登己亥科進士。授廣西桂林府推官。